# Slaget ved Verrières-højderyggen
Slaget ved Verrières-højderyggen var en del af slaget om Normandiet i Calvados under 2. verdenskrig. Hovedkæmperne var to canadiske infanteridivisioner med støtte fra den canadiske 2nd Armored Brigade. Og elementer af tre tyske SS Panzer divisioner. Kampen var en del af de britiske og canadiske forsøg på at bryde ud af Caen fra den 19. til den 25. juli 1944, som var en del af både Operation Atlantic (18-21 juli) og Operation Spring (25.-27. juli).
Det umiddelbare allierede mål var Verrières-højderyggen fra Caen til Falaise. Højderyggen blev besat af kamphærdede tyske veteraner, som var faldet tilbage fra Caen og havde gravet sig ned for at danne en stærk forsvarsposition. I løbet af seks dage gjorde betydelige canadiske og britiske styrker gentagne forsøg på at indtage højderyggen. Stærk tysk overholdelse af en defensiv doktrin og stærke og effektive modangreb fra Panzerformationer resulterede i svære allierede tab for ringe strategisk gevinst.
Fra den canadiske 1. Armé huskes kampen for taktiske og strategiske fejlberegninger – det mest bemærkelsesværdige er et meget kontroversielt angreb fra The Black Watch (Royal Highland Regiment) of Canada den 25. juli, hvor 315 af 325 soldater blev dræbt, såret eller fanget. Angrebet, som var den mest kostbare dag for en canadisk bataljon siden Slaget ved Dieppe i 1942, er en af de mest omstridte og kritisk analyserede begivenheder i canadisk militærhistorie.
Selv om målet ikke var nået, var et vigtigt strategisk resultat af slaget ved Verrières-højderyggen at hjælpe den overvældende succesfulde Operation Cobra ved at binde kraftige tyske Panzerformationer, der ellers kunne have angrebet Cobra.

## Baggrund
Verrières-højderyggen ligger 8 km syd for byen Caen med udsigt over brede sletter og dominerer landskabet mellem Caen og Falaise. Selv om det var et stort mål for Commonwealth-styrkerne på D-dag, blev den allieredes angreb stoppet kort efter Caen, og positionel krigsførelse fulgte indtil den første uge i juli.
Som en del af Operation Charnwood lykkedes det at tage den nordlige halvdel af byen den 9. juli, men 1. SS-Panzerkorps opretholdt defensive positioner i resten af Caen.
En uge senere fornyede Operation Goodwood det britiske offensiv, og Caen faldt endelig den 19. juli, selvom byen stort set var ødelagt. Det næste engelsk-canadiske mål var byen Falaise, men Verrières-højderyggen – nu stærkt forsvaret af 1. SS Panzerkorps – stod i deres vej. Elementer fra den britiske 2. armé indtog og fik sikret en del af den tilstødende Bourguébus-højderyg. De formåede at få fodfæste på Verrières-højderyggen, men kunne ikke fordrive dens tyske forsvarere.

## Styrker involveret
Den Canadiske II Korps – kommanderet af generalløjtnant Guy Simonds blev oprindeligt tildelt to infanteridivisioner og en pansret brigade til angrebet på de tyske stillinger omkring Verrières. Den canadiske 3. Infanteridivision, der led store tab i løbet af de første seks uger af Normandi-kampagnen, fik en støttende rolle.
Opgaven faldt derfor på den friske, men relativt uerfarne canadiske 2. Infanteridivision sammen med tanks fra den canadiske 2nd Armored Brigade. Yderligere styrker blev senere stillet til rådighed i form af tre divisioner fra den britiske I Corps: Den 51. division (Highland), Guards Armored Division og den britiske 7th Armored Division. På trods af, at de havde betydeligt mere kampoplevelse end deres canadiske modparter, spillede de britiske enheder en mindre rolle i kampen.
Mens britiske styrker havde kæmpet for at få Caen, havde nogle i Dietrich[[]]s SS Panzerkorps en del af Generalfeldmarschall Günther von Kluge[[]]s hærgruppe B – gjort Verrières-højderyggen som deres vigtigste defensive position ved den engelsk-canadiske front.
Selv om den ikke var særlig høj, betød højderyggens topografi, at fremadgående styrker ville blive udsat for geværild fra tyske stillinger over floden Orne, fra højderyggen og fra den nærliggende tyske industrilandsby St. Martin.
To kraftige formationer (den 1. og 12. SS Panzerdivision) holdt højderyggen. De blev støttet af artilleri, nedgravede Tiger-tanks og mortér[[]]kanonstillinger. En tredje – den 9. SS-Panzerdivision – blev holdt i reserve.
Yderligere støtte var tilgængelig fra 272nd Grenadier Infantry Division (sammensat hovedsagelig af russiske og polske mænd, dannet i 1943), 116. Panzerdivision og en bataljon af tiger-tanks.

## Slaget

### Angreb af Calgary Highlanders
I en opfølgning af Operation Goodwood den 19. juli forsøgte Calgary Highlanders at tage det nordlige sidespor af Verrières-højderyggen, men tyske mortérer begrænsede deres fremskridt. Tanks fra Sherbrooke Fusiliers-regimentet blev sendt til støtte for bataljonen og eliminerede flere maskinpistolpositioner på hver side af Point 67. Det lykkedes Calgary Highlanders ende at grave i.
I de næste timer styrkede de deres position, og Canadas 5. og 6. infanteribrigade gjorde gentagne forsøg på at udnytte gevinsterne.
Mod et fast tysk forsvar og mindre infanteri- og tank-modangreb blev canadierne bredt slået tilbage, og de led store tab. Simonds forberedte hurtigt en ny offensiv for den følgende dag, med målsætningerne om at fange både den østlige side af Orne-floden og de vigtigste skråninger af Verrières-højderyggen.

### Operation Atlantic
Det næste angreb fandt sted den 20. juli som en del af Operation Atlantic. Det blev ledet af South Saskatchewan Regimentet med støtte enheder fra Queen's Own Cameron Highlanders of Canada. I de tidlige timer den 20. juli sikrede Camerons en position i byen St André-sur-Orne, men blev hurtigt beskudt af tysk infanteri og tanks.
Samtidig flyttede South Saskatchewan Regiment direkte op ad Verrières-højderyggen støttet af tanks og Hawker Typhoon-fly. Det canadiske angreb faldt i kraftig regn. Det gjorde luftstøtten ubrugelig og gjorde jorden til mudder. Kontraangreb af to Panzerdivisioner smed de South Saskatchewans-regimentet tilbage forbi deres støttelinjer og deres støttende bataljon, Essex Scottish, kom under angreb.
Essex Scottish-bataljonen mistede over 300 mænd, da de forsøgte at holde tilbage på forskuddet fra den 12. SS Panzer Division, mens resterne af I SS Panzer Corps i øst angreb britiske styrker i Operation Goodwood, det største panserslag under kampagnen. I slutningen af dagen havde South Saskatchewans-regimentet mistet 282 mænd, og højderyggen var stadig i fjendens hænder.
På trods af disse tilbageslag var Simonds overbevist om, at Verrières-højderyggen blev erobret. Han sendte derfor Black Watch-regimentet og Calgary Highlanders for at stabilisere den usikre allierede stilling. Med mindre modangreb fra begge bataljoner den 21. juli lykkedes at engagere Dietrichs panserformationer, og da det var afbrudt, havde de canadiske styrker bedre fodfæste på højderyggen, herunder en nu sikker position på Point 67. Fire tyske divisioner holdt stadig højderyggen. I alt blev aktionerne omkring Verrières-højderyggen under Operation Atlantic skyld i over 1.300 allierede dødsfald.

### Operation Spring
Med erobringen af Caen den 19. juli var et engelsk-canadisk udbrud blevet strategisk gennemførlig.
I den amerikanske sektor havde generalløjtnant Omar Bradley, kommandør for den 1. Amerikanske Armé, planlagt sit eget udbrud (kodenavn Operation Cobra), og Simonds begyndte også at forberede en ny offensiv med kodenavnet Operation Spring. Operation Spring blev oprindeligt udtænkt af feltmarskal Bernard Montgomery som en "holdeangreb" til at binde tyske styrker, mens Operation Cobra var på vej.
Den 22. juli ændrede Simonds Operation Spring til en udbrudsoffensiv, da Operation Atlantic ikke havde nået sine mål. Med Verrières-højderyggen taget kunne Simonds starte rustning og artilleriangreb fra den sydlige flanke for at skubbe tyskerne længere tilbage. Dette ville rydde Caen-Falaise-vejen, og hans to britiske pansrede divisioner kunne derefter gå sydpå til Falaise.